# Fixiereinheit

Bestandteile einer DIN-A3-Entwicklereinheit der Firma Kyocera

Die Fixiereinheit ist ein technisches Bauteil eines Laser-, Farblaserdruckers oder eines Fotokopierers.
Sie dient dazu, den zuvor von der Entwicklereinheit beziehungsweise Trommel aufgetragenen Toner auf dem Papier zu fixieren.

## Aufbau
Eine Fixiereinheit besteht zumeist aus drei verschiedenen Bauteilen: einem Heizelement, ummantelt von der Fixierwalze, sowie der in der Regel aus Silikon oder Ähnlichem bestehenden Anpresswalze. Diese wird von Federn gegen die Fixierwalze gepresst.

## Funktionsweise
Das vom elektrischen Strom durchflossene Heizelement heizt die Fixierwalze auf eine Temperatur von etwa 180 °C auf und bildet somit die Grundlage, den Toner schmelzen zu können. Dazu wird das sich in der Fixiereinheit befindende Papier von der Anpresswalze gegen die Fixierwalze gedrückt, wodurch der Toner schmilzt und somit eine feste Verbindung zum Papier eingeht.
Als Heizelement werden sowohl Halogenlampen als auch Keramikelemente eingesetzt. Beide Heizungsarten haben Vor- und Nachteile. So sind Halogenlampen günstiger, haben aber eine begrenzte Lebensdauer. Keramikelemente heizen schneller auf Betriebstemperatur auf und haben eine längere Lebensdauer, sind aber etwas teurer in der Anschaffung.